# Poropanchax normani
Poropanchax normani е вид лъчеперка от семейство Poeciliidae. Видът не е застрашен от изчезване.

## Разпространение и местообитание
Разпространен е в Буркина Фасо, Гамбия, Гана, Гвинея, Гвинея-Бисау, Камерун, Кот д'Ивоар, Либерия, Мали, Нигер, Нигерия, Сенегал, Сиера Леоне, Того, Централноафриканска република, Чад и Южен Судан.
Обитава савани, езера, блата, мочурища и тресавища.

## Описание
На дължина достигат до 4 cm.